# João (cônsul honorário em 514)
João (em latim: Ioannes) foi um oficial bizantino do século VI, ativo durante o reinado do imperador Anastácio I (r. 491–518).

## Vida

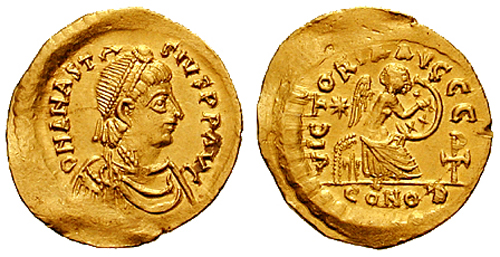
Semisse de r.

João era filho de Valeriana e parente do imperador Anastácio. É possível que possa ser identificado com o indivíduo homônimo ativo na Ilíria. Em 514, era um cônsul honorário e mestre dos soldados na presença. Neste ano, quando o rebelde Vitaliano se aproximou de Constantinopla pela segunda vez, Anastácio enviou-o como emissário. Relatou os pedidos de Vitaliano e usou sua influência para persuadir o imperador a concedê-los. Em 515, quando Vitaliano aproximou-se de Constantinopla pela terceira vez, João e Patrício se recusaram a obedecer quando Anastácio ordenou que atacassem o rebelde; alegaram que, como eram velhos amigos do Vitaliano, seriam objeto de suspeita caso vencesse.